# لين لانكستر
لين لانكستر (بالإنجليزية: Lynne C. Lancaster)‏ هي باحثة في تاريخ العصور الكلاسيكية وبروفيسورة أمريكية، ولدت في 1964.